# Táborská (Hazlov)
Táborská (in tedesco Seichenreuth) è una frazione di Hazlov, comune ceco del distretto di Cheb, nella regione di Karlovy Vary.

## Geografia fisica
Táborská si trova a 3 km a sud-ovest di Hazlov e a 3 km a nord-est di Ostroh.

## Storia
La prima menzione scritta del villaggio risale al 1322 quando è stato incluso nell'elenco dei comuni di Cheb. Il nome più antico del paese è Sewkenrewt, ma dal 1322 è stato chiamato con diversi titoli, tra i quali Seukenreuth, Schewkenrewt, Seikeinreit e Seiscenreit. Secondo una registrazione penale, nel 1357 un fabbro di Hazlov venne condannato per l'omicidio di un cittadino di Táborská.
Nel 1924 Táborská si diventa un comune indipendente, ma successivamente venne integrato nel villaggio di Polná, poi il Ostroh (allora Seeberg) e, nel 1965, divenne parte della comunità Hazlov locale.

## Infrastrutture e trasporti
Le vie di comunicazione del villaggio sono in pessimo stato.